# Кайда, Людмила Григорьевна
Людмила Григорьевна Кайда (род. 1936, Владивосток, СССР) — советский и российский филолог, исследователь стилистики русского языка, журналистики. Доктор филологических наук (1992), профессор факультета журналистики МГУ им. М. В. Ломоносова, заслуженный профессор университета Комплутенсе (Испания), автор ряда монографий по стилистике текста.

## Биография
Родилась во Владивостоке.
В 1959 году окончила филологический факультет Ленинградского государственного университета.
Во время учёбы познакомилась с будущим мужем и коллегой Владимиром Леонидовичем Верниковым, который с 1964 года был собственным корреспондентом газеты «Известия» по испаноязычным странам Латинской Америки, а затем в Испании.
Людмила Григорьевна начала преподавательскую деятельность в Архангельском государственном пединституте, затем в Московском полиграфическом институте как преподаватель русского языка и литературы.
В 1977 году семья вернулась в Москву и Людмила Григорьевна получила приглашение работать на кафедре стилистики русского языка факультета журналистики МГУ под руководством профессора Дитмара Эльяшевича Розенталя.
В 1978 году там же защитила кандидатскую диссертацию «Выражение авторской оценки в современном фельетоне (опыт функционально-стилистического исследования подтекста на материале синтаксиса)».
В 1983—1995 годах в рамках служебной командировки Минвуза СССР читала лекции в аспирантуре Университета Комплутенсе (Мадрид) по русской филологии. Под её руководством были подготовлены две докторских диссертации.
В 1992 году защитила диссертацию на соискание учёной степени доктора филологических наук по специальности «журналистика» на тему «Авторская позиция в публицистике».
В 1995—2003 годах — иностранный профессор-лектор в Университете Комплутенсе (Мадрид) по конкурсу. Прочитано свыше 30 семестральных и годовых лекционных курсов для студентов и аспирантов университета, для преподавателей Высших курсов и ежегодных международных Летних курсов университета. Решением Государственного Совета за вклад в развитие университетской науки и популяризацию школы русской лингвистики награждена Золотой медалью с присвоением звания Заслуженный профессор Мадридского университета Комплутенсе.
В 2003—2012 годах Людмила Григорьевна возобновила преподавание на факультете журналистики МГУ и продолжала читать в Университете Комплутенсе циклы лекций для аспирантов и преподавателей филологического факультета по поэтике русской прозы и композиционной поэтике текста .
С 2013 года является профессором кафедры стилистики русского языка.

## Научная и педагогическая деятельность

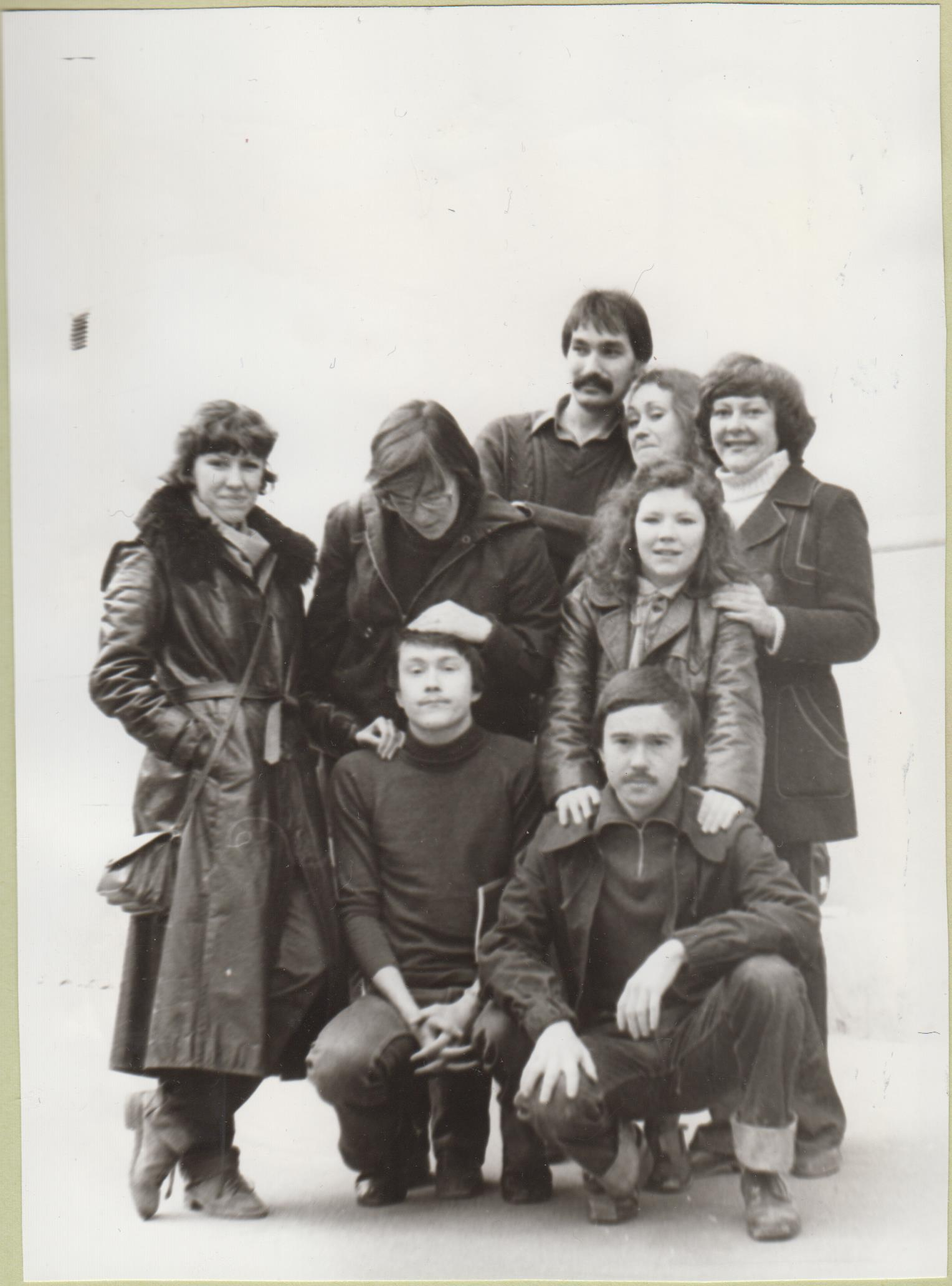
Л. Г. Кайда со студентами телевизионной группы факультета журналистики накануне выпуска, 1982 год. Стоят: С.Резвушкина, И.Петровская, А. Носков, О. Винникова, Л.Прибыльская. Сидят: В. Ткачун, В. Тишкин.

Л. Г. Кайда исследовала композицию текста и поэтику публицистики, написала ряд учебных пособий по функциональной стилистике текста. В своих работах она опирается на исследования поэтики М. М. Бахтина и В. В. Виноградова — создателей двух полюсов поэтики в русской науке: композиционной и повествовательной.
Такие книги Кайды, как «Стилистика текста: от теории композиции — к декодированию» и «Эссе. Стилистический портрет» выдержали несколько изданий.
Учебник «Функциональная русская стилистика: актуальные проблемы» вышел в 1986 году на испанском языке с предисловием академика, президента Королевской академии языка Испании Фернандо Ласаро Карретера.
Людмила Кайда выдвинула идею о родстве популярного жанра эссе с жанром древнерусской литературы — словом, которая указывает на глубокие корни философской, окрашенной личными переживаниями автора публицистики в России. Яркими проявлениями этого жанра она считает «Слово о погибели Русской земли» и «Слово о полку Игореве».

## Награды
- Золотая медаль за вклад в развитие университетской науки и популяризацию школы русской лингвистики (Испания, 2003)[1]

## Семья
- Муж — Верников Владимир Леонидович, собкор газеты «Известия» в странах Латинской Америки, Испании; зам. редактора газеты по иностранному отделу, с 2005 года руководитель центра иберийских исследований Института Европы РАН[5].
  - Сын — Верников Андрей Владимирович, окончил экономический факультет МГИМО, доктор экономических наук (2005 г.), ведущий научный сотрудник сектора эволюции социально-экономических систем Центра эволюционной экономики ИЭ РАН[6].

## Основные работы
Л. Г. Кайда является автором более 70 научных работ, в том числе:
- Кайда Л. Г. Тайнопись Бунина. Интегральная композиция художественного пространства. Монография. М.: Флинта, 2021.
- Кайда Л. Г. Интермедиальность—филологический континент. Вольтова дуга авторского подтекста. М.: Флинта, 2019.
- Кайда Л. Г. Стиль фельетона: Лекции (1983).
- Кайда Л. Г. Функциональная русская стилистика. Актуальные проблемы (Вступит. статья акад., президента Академии Языка Фернандо Ласаро Карретера) (Мадрид, 1986, на исп. языке)
- Кайда Л. Г. Эффективность публицистического текста (1989)
- Кайда Л. Г. Функциональная стилистика текста (Мадрид, 1989)
- Кайда Л. Г. Композиция художественного текста. Стилистический аспект (Мадрид, 1997)
- Кайда Л. Г. Современная русская филология. Новый поворот. (Стилистика текста. Композиционный анализ) (Мадрид, 1998, на исп. языке)
- Кайда Л. Г. Композиционный анализ художественного текста. Теория. Методология. Алгоритмы обратной связи. — М., 2000.
- Кайда Л. Г. Стилистика текста: от теории композиции — к декодированию. — 2-е изд. — М., 2005.
- Кайда Л. Г. Композиционная поэтика публицистики. — М., 2006.
- Кайда Л. Г. Эссе: стилистический портрет. — М., Наука, ООО Флинта, 2008. — 184 с. — ISBN 978-5-9765-0276-5.
- Кайда Л. Г. Композиционная поэтика текста. — М., 2011
- Кайда Л. Г. Интермедиальное пространство композиции: Монография. — М.:Флинта: Наука, 2013.
- Кайда Л. Г. Эстетический императив интермедиального текста: Лингвофилософская концепция композиционной поэтики: Монография. — М.:Флинта: Наука.2016.